# Пол Лазарсфелд
Пол Феликс Лазарсфелд (Беч, 13. фебруар 1901 — Њујорк, 30. август 1976) је био аустријско-амерички социолог и истраживач медијских ефеката. Један је од представника комуниколошке школе Колумбија Универзитета.
Током 1940-их, масовна комуникација се учврстила као поље за себе. Лазарсфелдово интересовање за убјеђивачке елементе масовних медија постало је тема од великог значаја током Другог свјетског рата и то је резултирало повећаном пажњом и финансирањем истраживања комуникација. До 1950-их, постојала је повећана забринутост за моћ масовних медија, а са Елијуом Кацом, Лазарсфелд је објавио студију „Лични утицај“, у којој је извео теорију двостепеног тока комуникације, вођства мишљења и заједнице као филтера за ограничавање директних ефеката масовних медија. Заједно са Робертом К. Мертоном, популаризовао је идеју о наркотичкој дисфункционалности медија, заједно са њиховим функционалним улогама у друштву.

## Теорија двостепеног комуницирања
У дјелу "Лични утицај" заједно са Елију Кацом Лазарсфелд разматра модел двостепеног комуницирања чије је основно објашњење да медији имају ограничен утицај на примаоце порука зато што поједине поруке долазе до јавности посредним путем и немају утицаја на цјелокупну јавност, али не промичу одређеним особама које их тумаче и даље преносе у свом окружењу. Таке особе аутори називају "вође мнења" који изворну медијску поруку интерпретирају у складу са своим ставовима и вриједностима. Тако поједине поруке теку двостепеним путем од масовних медија преко вођа мишљења до јавности 